# Schönteichen
Schönteichen – dzielnica miasta Kamenz w Niemczech, w kraju związkowym Saksonia, w powiecie Budziszyn. Do 31 grudnia 2018 jako samodzielna gmina wchodziła w skład wspólnoty administracyjnej Kamenz-Schönteichen. Do 29 lutego 2012 należała do okręgu administracyjnego Drezno.